# Комаргородський парк
Комаргоро́дський па́рк — Парк-пам'ятка садово-паркового мистецтва місцевого значення.

## Місцезнаходження
Розташований в с. Комаргород Томашпільського району на Вінниччині в межах колишньої панської садиби Четвертинських-Балашових, а відтепер на території у віддані Комаргородського професійного аграрного ліцею Вінницької області. Площа становить 2,5 га.

## Історія
Теперішній парк закладено наприкінці ХІХ ст. навколо панського палацу на місті старого парку. Це сталося, коли від родини Четвертинських маєток перейшов у власність російських багатіїв-промисловців Балашових. Господарем маєтку став єгермейстер Імператорського Двору Микола Балашов, але фактичним розпорядником його син — Балашов Петро Миколайович, надалі депутат Держдуми Росії від Подільської губернії двох скликань, голова дворянства Брацлавського повіту. Позаяк новий хазяїн полюбляв шпилькові породи дерев, він розпорядився посадити сосни у парку у такій спосіб, щоб з висоти пташиного польоту можна було розпізнати вензель роду Балашових.

## Опис
Парк ландшафтного типу був побудований з урахуванням рельєфу місцевості й інших насаджень, зокрема, розташованого поруч на височині природного соснового бору. Зараз у парку зберігається понад 100 видів і форм деревно-чагарникових порід, у тому числі екзотів. Серед цінних шпилькових — групи ялини сріблястої, модрини європейської, ялини звичайної, сосни кримської та веймутова. Крім шпилькових зростають — горіх чорний, горіх волоський, бархат амурський та кілька місцевих порід.